# 戸島 (京都府)
戸島（としま）は、京都府舞鶴市の舞鶴湾内に位置する島である。所在地は京都府舞鶴市字戸島。

## 概要
約1,500年前の土器が発見されていることから、古墳時代には人類がこの地に居たことが明らかになっている。
この島は、戦時中の1897年（明治30年）に国が買収し、海軍の施設として1909年（明治42年）火薬温室と海軍病院消毒所が、1929年（昭和4年）には海軍工廠大砲発射場が設置された。
面積約258,582m2のうち、国有地 243,921m2（1970年に京都府が無償借受）、府有地 14,661m2（1969年に京都府が取得し舞鶴市へ無償貸付）。
1969年（昭和44年）に京都府青少年の島「戸島」として整備され、7～8月の間は無料の野外活動・キャンプ活動の場として提供され、通年で許可を受ければ日帰り利用も可能であった。しかし2008年（平成20年）から一時休島としている。

## 地勢
面積は約258,582m2。周囲約2.7km。標高101m。

## 生態
以前からタヌキが多く見られたことから、通称ポンポコ島として、キャンプに訪れる子どもたちに人気があった。
2007年（平成19年）夏に近隣の岬から泳いで渡ったとみられるイノシシが初めて発見された。2008年（平成20年）3月の現地調査ではヌートリアなども確認された。
樹木は、タブノキ、スダジイ、マツ、ハリギリ、イヌシデ、ヒサカキなどが見られる。

## 京都府青少年の島
島の所有者である京都府が、青少年の健全育成を図る野外活動の場として、キャンプ場等を整備し、1969年（昭和44年）7月22日に「青少年の島・戸島」として開島した。
1993年（平成5年）には、開設25周年を記念して愛称を公募。島に生息するタヌキが利用者の間にイメージとして広く知られていたことから「ポンポコ島」の愛称が付いた。
主に夏期（7月から8月）の2か月間、電気やガス等のないサバイバル生活を体験できる野外活動の場として利用されていた。しかし、2008年3月の現地調査でイノシシやヌートリアなどの生息が確認され、施設の老朽化、井戸水の衛生悪化や散策道の崩落等が確認され、2008年（平成20年）シーズンから一時休島になっている。
なお、島は上陸禁止となっており、当然、定期便はなく、船をチャーターするしか渡航する方法はない。